# The Masked Singer Australia
The Masked Singer Australia ist die australische Adaption einer Musikshow, in der Prominente maskiert in Ganzkörperkostümen singen. Das ursprüngliche Sendeformat startete 2015 in Südkorea als King of Mask Singer. Nach weiteren Ablegern in Asien sowie in den Vereinigten Staaten im Januar und Deutschland im Juni 2019 hatte die Show im September 2019 ihr Debüt in Australien.
Die Show wird seit der ersten Staffel von Osher Günsberg moderiert. Die Ausstrahlung erfolgt bei Network 10.
Die ersten beiden Staffeln gewannen Cody Simpson und Bonnie Anderson.

## Konzept
In jeder Show treten kostümierte Prominente wie beispielsweise Sänger, Schauspieler oder Sportler mit einem selbst ausgewählten Lied in einem Gesangswettstreit gegeneinander an. Vor dem Auftritt wird über jeden der Kostümierten ein kurzes Video gezeigt, in dem versteckte Indizien zu seiner Identität enthalten sind. Die Stimmen der Prominenten sind außerhalb des Singens zur Unkenntlichkeit verzerrt.
In den ersten beiden Shows treten jeweils sechs Kandidaten in Duellen gegeneinander an. Von der dritten bis zur sechsten Show treten jeweils fünf bzw. vier Kandidaten hintereinander an, wobei der Kandidat mit den wenigsten Stimmen ausscheidet. In der siebten und achten Shows singen die übrigen Kandidaten erstmals alle in einer Show, hier scheidet ebenfalls je ein Kandidat aus, sodass drei Kandidaten im Finale stehen. Auch hier singen die Teilnehmer nacheinander und werden abschließend platziert.
Wie beim amerikanischen Ableger auch bestimmen nicht die Fernsehzuschauer, sondern das Saalpublikum und die Juroren die Gewinner. Diese bleiben automatisch im Wettbewerb, während die Verlierer bis zum Ende jeder Episode warten müssen. Dort scheidet der Teilnehmer mit den insgesamt wenigsten Stimmen aus und muss die Maske abnehmen, während die anderen wie auch die Gewinner erneut teilnehmen.
Die Kostüme werden vom Kostümbildner Tim Chappel entworfen und hergestellt.

## Staffel 1 (2019)

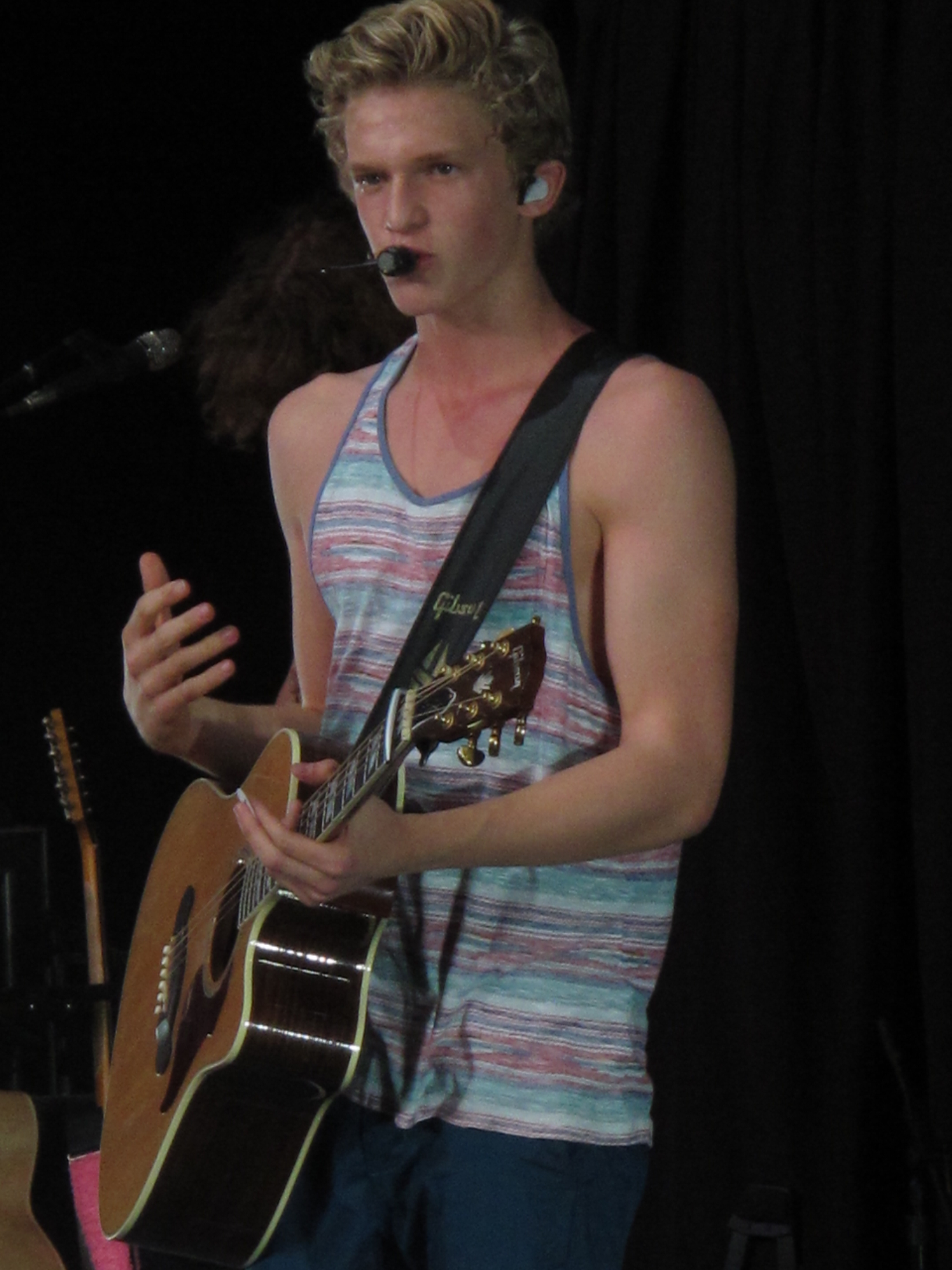
Cody Simpson, Gewinner der ersten Staffel

Ständige Mitglieder der Jury waren Jackie O, Danii Minogue, Lindsay Lohan und Dave Hughes. Als Gastjuroren fungierten Nazeem Hussain (Folge 4) und Luke McGregor (Folge 5).

### Teilnehmer
| Platz | Kostüm            | Person          | Bekannt als             | Aus in Folge |
| ----- | ----------------- | --------------- | ----------------------- | ------------ |
| 1     | Robot (Roboter)   | Cody Simpson    | Sänger                  | 9            |
| 2     | Wolf              | Rob Mills       | Sänger, Schauspieler    | 9            |
| 3     | Monster           | Gorgi Coghlan   | Moderator               | 9            |
| 4     | Unicorn (Einhorn) | Deni Hines      | Sänger                  | 8            |
| 5     | Spider (Spinne)   | Paulini         | Sängerin                | 8            |
| 6     | Lion (Löwe)       | Kate Ceberano   | Sängerin                | 7            |
| 7     | Dragon (Drache)   | Adam Brand      | Sänger                  | 6            |
| 8     | Prawn (Garnele)   | Darren McMullen | Schauspieler, Moderator | 5            |
| 9     | Rhino (Nashorn)   | Wendell Sailor  | Rugbyspieler            | 4            |
| 10    | Alien             | Nikki Webster   | Sängerin, Tänzerin      | 3            |
| 11    | Parrot (Papagei)  | Brett Lee       | Cricketspieler          | 2            |
| 12    | Octopus (Oktopus) | Gretel Killeen  | Komikerin, Moderatorin  | 1            |

### Folgen
|   | Kostüm  | Lied, Originalinterpret                  | Ergebnis      |
| - | ------- | ---------------------------------------- | ------------- |
| 1 | Prawn   | Suspicious Minds – Mark James            | Gewonnen      |
| 2 | Alien   | Born This Way – Lady Gaga                | Vielleicht    |
|   |         |                                          |               |
| 3 | Octopus | Fame – Irene Cara                        | Ausgeschieden |
| 4 | Robot   | Hold Back the River – James Bay          | Gewonnen      |
|   |         |                                          |               |
| 5 | Unicorn | Perfect – Ed Sheeran                     | Gewonnen      |
| 6 | Wolf    | Man! I Feel Like a Woman! – Shania Twain | Vielleicht    |

|   | Kostüm  | Lied, Originalinterpret          | Ergebnis      |
| - | ------- | -------------------------------- | ------------- |
| 1 | Dragon  | Geronimo – Sheppard              | Vielleicht    |
| 2 | Monster | Think – Aretha Franklin          | Gewonnen      |
|   |         |                                  |               |
| 3 | Parrot  | What's My Scene? – Hoodoo Gurus  | Ausgeschieden |
| 4 | Spider  | Toxic – Britney Spears           | Gewonnen      |
|   |         |                                  |               |
| 5 | Rhino   | Shotgun – George Ezra            | Vielleicht    |
| 6 | Lion    | High Hopes – Panic! at the Disco | Gewonnen      |

|   | Kostüm | Lied, Originalinterpret                        | Ergebnis      |
| - | ------ | ---------------------------------------------- | ------------- |
| 1 | Wolf   | There's Nothing Holdin' Me Back – Shawn Mendes | Gewonnen      |
| 2 | Lion   | Bad Guy – Billie Eilish                        | Gewonnen      |
| 3 | Alien  | Youngblood – 5 Seconds of Summer               | Ausgeschieden |
| 4 | Prawn  | I Want to Break Free – Queen                   | Gewonnen      |
| 5 | Robot  | The Horses – Rickie Lee Jones                  | Gewonnen      |

|   | Kostüm  | Lied, Originalinterpret                                         | Ergebnis      |
| - | ------- | --------------------------------------------------------------- | ------------- |
| 1 | Spider  | It's a Long Way to the Top (If You Wanna Rock 'n' Roll) – AC/DC | Gewonnen      |
| 2 | Monster | I Want to Know What Love Is – Foreigner                         | Gewonnen      |
| 3 | Rhino   | Low – Flo Rida feat. T-Pain                                     | Ausgeschieden |
| 4 | Unicorn | Proud Mary – Creedence Clearwater Revival                       | Gewonnen      |
| 5 | Dragon  | Roar – Katy Perry                                               | Gewonnen      |

|   | Kostüm                     | Lied, Originalinterpret                   | Ergebnis      |
| - | -------------------------- | ----------------------------------------- | ------------- |
|   | Alle Teilnehmer der Gruppe | Me! – Taylor Swift feat. Brendon Urie     | –             |
|   |                            |                                           |               |
| 1 | Prawn                      | Let Me Entertain You – Robbie Williams    | Ausgeschieden |
| 2 | Robot                      | I Don't Care – Ed Sheeran & Justin Bieber | Gewonnen      |
| 3 | Lion                       | Heroes – David Bowie                      | Gewonnen      |
| 4 | Wolf                       | Disco Inferno – The Trammps               | Gewonnen      |

|   | Kostüm                     | Lied, Originalinterpret             | Ergebnis      |
| - | -------------------------- | ----------------------------------- | ------------- |
|   | Alle Teilnehmer der Gruppe | So Am I – Ava Max                   | –             |
|   |                            |                                     |               |
| 1 | Spider                     | Zombie – The Cranberries            | Gewonnen      |
| 2 | Dragon                     | Shut Up + Dance – Walk the Moon     | Ausgeschieden |
| 3 | Monster                    | Beautiful – Christina Aguilera      | Gewonnen      |
| 4 | Unicorn                    | Crazy in Love – Beyoncé feat. Jay-Z | Gewonnen      |

|   | Kostüm  | Lied, Originalinterpret                               | Ergebnis      |
| - | ------- | ----------------------------------------------------- | ------------- |
| 1 | Lion    | Moves like Jagger – Maroon 5 feat. Christina Aguilera | Ausgeschieden |
| 2 | Monster | All by Myself – Eric Carmen                           | Gewonnen      |
| 3 | Spider  | Titanium – David Guetta feat. Sia                     | Gewonnen      |
| 4 | Wolf    | Shallow – Lady Gaga & Bradley Cooper                  | Gewonnen      |
| 5 | Robot   | Can’t Get You Out of My Head – Kylie Minogue          | Gewonnen      |
| 6 | Unicorn | Fuck You! – CeeLo Green                               | Gewonnen      |

|   | Kostüm  | Lied, Originalinterpret                                                             | Ergebnis      |
| - | ------- | ----------------------------------------------------------------------------------- | ------------- |
| 1 | Unicorn | Locked Out of Heaven – Bruno Mars                                                   | Ausgeschieden |
| 2 | Spider  | Someone You Loved – Lewis Capaldi                                                   | Ausgeschieden |
| 3 | Robot   | Jolene – Dolly Parton & Nothing Breaks Like a Heart – Mark Ronson feat. Miley Cyrus | Gewonnen      |
| 4 | Monster | Listen to Your Heart – Roxette                                                      | Gewonnen      |
| 5 | Wolf    | Everybody (Backstreet's Back) – Backstreet Boys                                     | Gewonnen      |

|   | Kostüm                      | Lied, Originalinterpret       | Ergebnis      |
| - | --------------------------- | ----------------------------- | ------------- |
|   | Alle Teilnehmer der Staffel | This Is Me – Keala Settle     | –             |
|   |                             |                               |               |
| 1 | Wolf                        | Come Together – The Beatles   | Zweiter Platz |
| 2 | Monster                     | What About Us? – Pink         | Dritter Platz |
| 3 | Robot                       | The Edge of Glory – Lady Gaga | Gewinner      |

## Staffel 2 (2020)

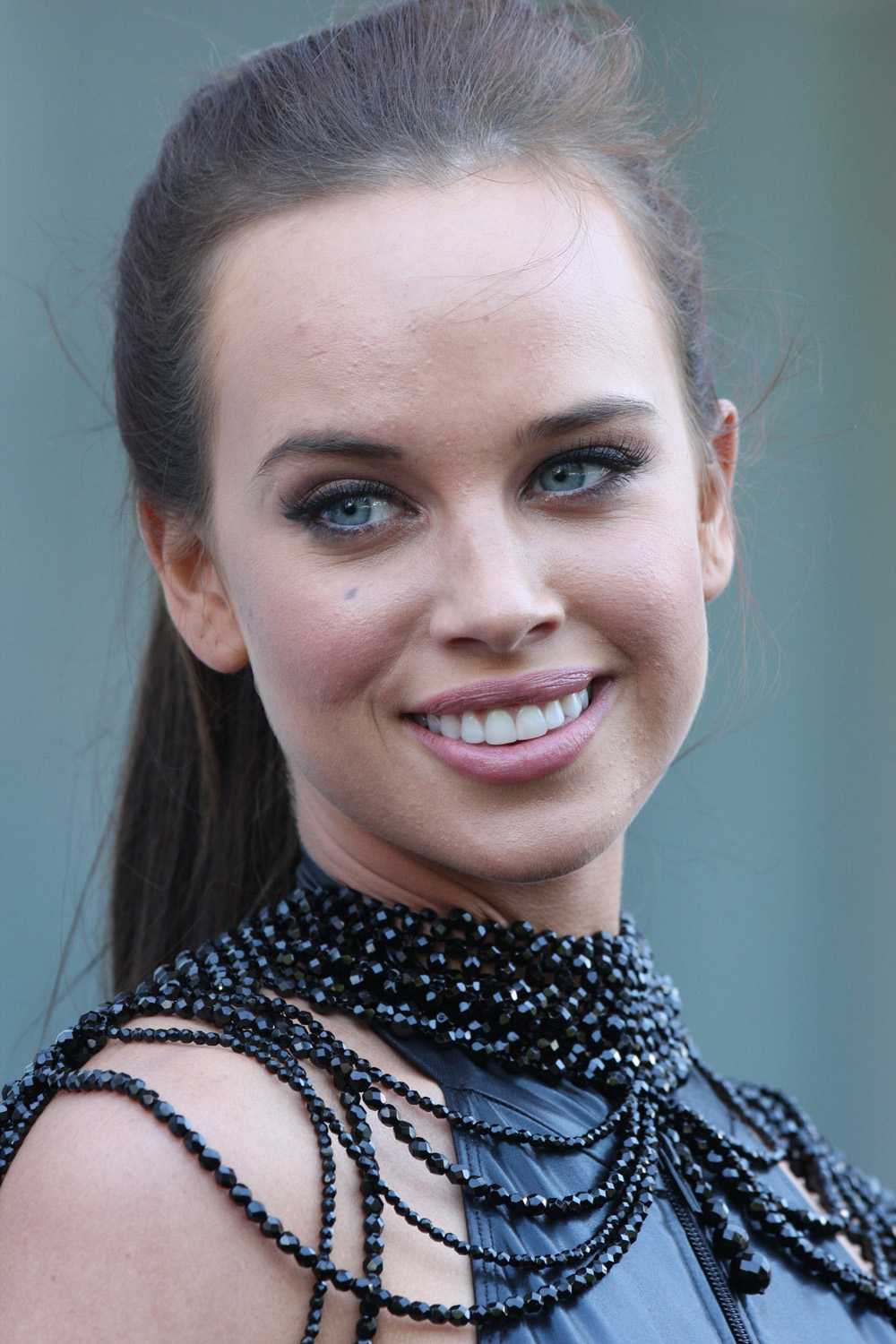
Bonnie Anderson, Gewinnerin der zweiten Staffel

Ständige Mitglieder der Jury waren Jackie O, Danii Minogue, Urzila Carlson und Dave Hughes.

### Teilnehmer
| Platz | Kostüm                  | Person             | Bekannt als                            | Aus in Folge |
| ----- | ----------------------- | ------------------ | -------------------------------------- | ------------ |
| 1     | Bushranger              | Bonnie Anderson    | Sängerin, Schauspielerin               | 10           |
| 2     | Queen (Königin)         | Kate Miller-Heidke | Sängerin                               | 10           |
| 3     | Frillneck (Kragenechse) | Eddie Perfect      | Sänger, Schauspieler                   | 10           |
| 4     | Puppet (Marionette)     | Simon Pryce        | Sänger                                 | 9            |
| 5     | Kitten (Kätzchen)       | Julia Morris       | Schauspielerin, Moderatorin, Komikerin | 8            |
| 6     | Cactus (Kaktus)         | Lucy Durack        | Sängerin, Schauspielerin               | 7            |
| 7     | Wizard (Zauberer)       | Isaiah Firebrace   | Sänger                                 | 6            |
| 8     | Dragonfly (Libelle)     | Sophie Monk        | Model, Sängerin                        | 5            |
| 9     | Sloth (Faultier)        | Katie Noonan       | Sängerin                               | 4            |
| 10    | Goldfish (Goldfisch)    | Christine Anu      | Sängerin                               | 3            |
| 11    | Hammerhead (Hammerhai)  | Michael Bevan      | Cricketspieler                         | 2            |
| 12    | Echidna (Ameisenigel)   | Mark Philippoussis | Tennisspieler                          | 1            |

### Folgen
|   | Kostüm    | Lied, Originalinterpret                            | Ergebnis      |
| - | --------- | -------------------------------------------------- | ------------- |
| 1 | Goldfish  | Post Malone – Sam Feldt feat. Rani                 | Vielleicht    |
| 2 | Puppet    | Burning Love – Elvis Presley                       | Gewonnen      |
|   |           |                                                    |               |
| 3 | Queen     | Blinding Lights – The Weeknd                       | Gewonnen      |
| 4 | Echidna   | Faith – George Michael                             | Ausgeschieden |
|   |           |                                                    |               |
| 5 | Dragonfly | True Colors – Cyndi Lauper                         | Vielleicht    |
| 6 | Frillneck | Bang Bang – Jessie J & Ariana Grande & Nicki Minaj | Gewonnen      |

|   | Kostüm     | Lied, Originalinterpret          | Ergebnis      |
| - | ---------- | -------------------------------- | ------------- |
| 1 | Sloth      | Good as Hell – Lizzo             | Gewonnen      |
| 2 | Wizard     | Firework – Katy Perry            | Vielleicht    |
|   |            |                                  |               |
| 3 | Kitten     | Don’t Start Now – Dua Lipa       | Gewonnen      |
| 4 | Hammerhead | Working Class Man – Jimmy Barnes | Ausgeschieden |
|   |            |                                  |               |
| 5 | Cactus     | Just a Girl – No Doubt           | Vielleicht    |
| 6 | Bushranger | Bills – Lunchmoney Lewis         | Gewonnen      |

|   | Kostüm    | Lied, Originalinterpret             | Ergebnis      |
| - | --------- | ----------------------------------- | ------------- |
| 1 | Dragonfly | Dance Monkey – Tones and I          | Gewonnen      |
| 2 | Frillneck | Breaking Me – Topic feat. S Club 7  | Gewonnen      |
| 3 | Queen     | Paint It Black – The Rolling Stones | Gewonnen      |
| 4 | Goldfish  | It’s My Life – Bon Jovi             | Ausgeschieden |
| 5 | Puppet    | Somebody to Love – Queen            | Gewonnen      |

|   | Kostüm     | Lied, Originalinterpret                           | Ergebnis      |
| - | ---------- | ------------------------------------------------- | ------------- |
| 1 | Bushranger | Poker Face – Lady Gaga                            | Gewonnen      |
| 2 | Wizard     | Somebody That I Used to Know – Gotye feat. Kimbra | Gewonnen      |
| 3 | Sloth      | Higher Love – Steve Winwood                       | Ausgeschieden |
| 4 | Kitten     | The Day You Went Away – Wendy Matthews            | Gewonnen      |
| 5 | Cactus     | I Love It – Icona Pop feat. Charli XCX            | Gewonnen      |

|   | Kostüm                     | Lied, Originalinterpret                            | Ergebnis      |
| - | -------------------------- | -------------------------------------------------- | ------------- |
|   | Alle Teilnehmer der Gruppe | Can’t Stop the Feeling! – Justin Timberlake        | –             |
|   |                            |                                                    |               |
| 1 | Dragonfly                  | Tik Tok – Kesha                                    | Ausgeschieden |
| 2 | Queen                      | Diamonds Are a Girl’s Best Friend – Carol Channing | Gewonnen      |
| 3 | Frillneck                  | Mad World – Tears for Fears                        | Gewonnen      |
| 4 | Puppet                     | Despacito – Luis Fonsi feat. Daddy Yankee          | Gewonnen      |

|   | Kostüm                     | Lied, Originalinterpret                 | Ergebnis      |
| - | -------------------------- | --------------------------------------- | ------------- |
|   | Alle Teilnehmer der Gruppe | Came Here for Love – Sigala & Ella Eyre | –             |
|   |                            |                                         |               |
| 1 | Wizard                     | Raise Your Glass – Pink                 | Ausgeschieden |
| 2 | Bushranger                 | Be Alright – Dean Lewis                 | Gewonnen      |
| 3 | Cactus                     | I Touch Myself – Divinyls               | Gewonnen      |
| 4 | Kitten                     | One Way or Another – Blondie            | Gewonnen      |

|   | Kostüm     | Lied, Originalinterpret                   | Ergebnis      |
| - | ---------- | ----------------------------------------- | ------------- |
| 1 | Frillneck  | Land of a Thousand Dances – Chris Kenner  | Gewonnen      |
| 2 | Bushranger | Motivation – Normani                      | Gewonnen      |
| 3 | Cactus     | Total Eclipse of the Heart – Bonnie Tyler | Ausgeschieden |
| 4 | Queen      | Shake It Off – Taylor Swift               | Gewonnen      |
| 5 | Puppet     | Thinking Out Loud – Ed Sheeran            | Gewonnen      |
| 6 | Kitten     | All the Small Things – Blink-182          | Gewonnen      |

|   | Kostüm     | Lied, Originalinterpret                                  | Ergebnis      |
| - | ---------- | -------------------------------------------------------- | ------------- |
| 1 | Puppet     | Take On Me – A-ha                                        | Gewonnen      |
| 2 | Queen      | Lose You to Love Me – Selena Gomez                       | Gewonnen      |
| 3 | Kitten     | You Don’t Own Me – Lesley Gore                           | Ausgeschieden |
| 4 | Bushranger | Need You Now – Lady A                                    | Gewonnen      |
| 5 | Frillneck  | Can’t Hold Us – Macklemore & Ryan Lewis feat. Ray Dalton | Gewonnen      |

|   | Kostüm              | Lied, Originalinterpret               | Ergebnis      |
| - | ------------------- | ------------------------------------- | ------------- |
|   | Alle Halbfinalisten | This City – Sam Fischer               | –             |
|   |                     |                                       |               |
| 1 | Puppet              | Livin' la Vida Loca – Ricky Martin    | Ausgeschieden |
| 2 | Frillneck           | Don’t Dream It’s Over – Crowded House | Gewonnen      |
| 3 | Bushranger          | One Last Time – Ariana Grande         | Gewonnen      |
| 4 | Queen               | Dancing on My Own – Robyn             | Gewonnen      |

|   | Kostüm                      | Lied, Originalinterpret                                 | Ergebnis      |
| - | --------------------------- | ------------------------------------------------------- | ------------- |
|   | Alle Teilnehmer der Staffel | Together – Sia                                          | –             |
|   |                             |                                                         |               |
| 1 | Frillneck                   | Devil Inside – INXS                                     | Dritter Platz |
| 2 | Queen                       | I Will Survive – Gloria Gaynor                          | Zweiter Platz |
| 3 | Bushranger                  | When Love Takes Over – David Guetta feat. Kelly Rowland | Gewinner      |

## Staffel 3 (2021)

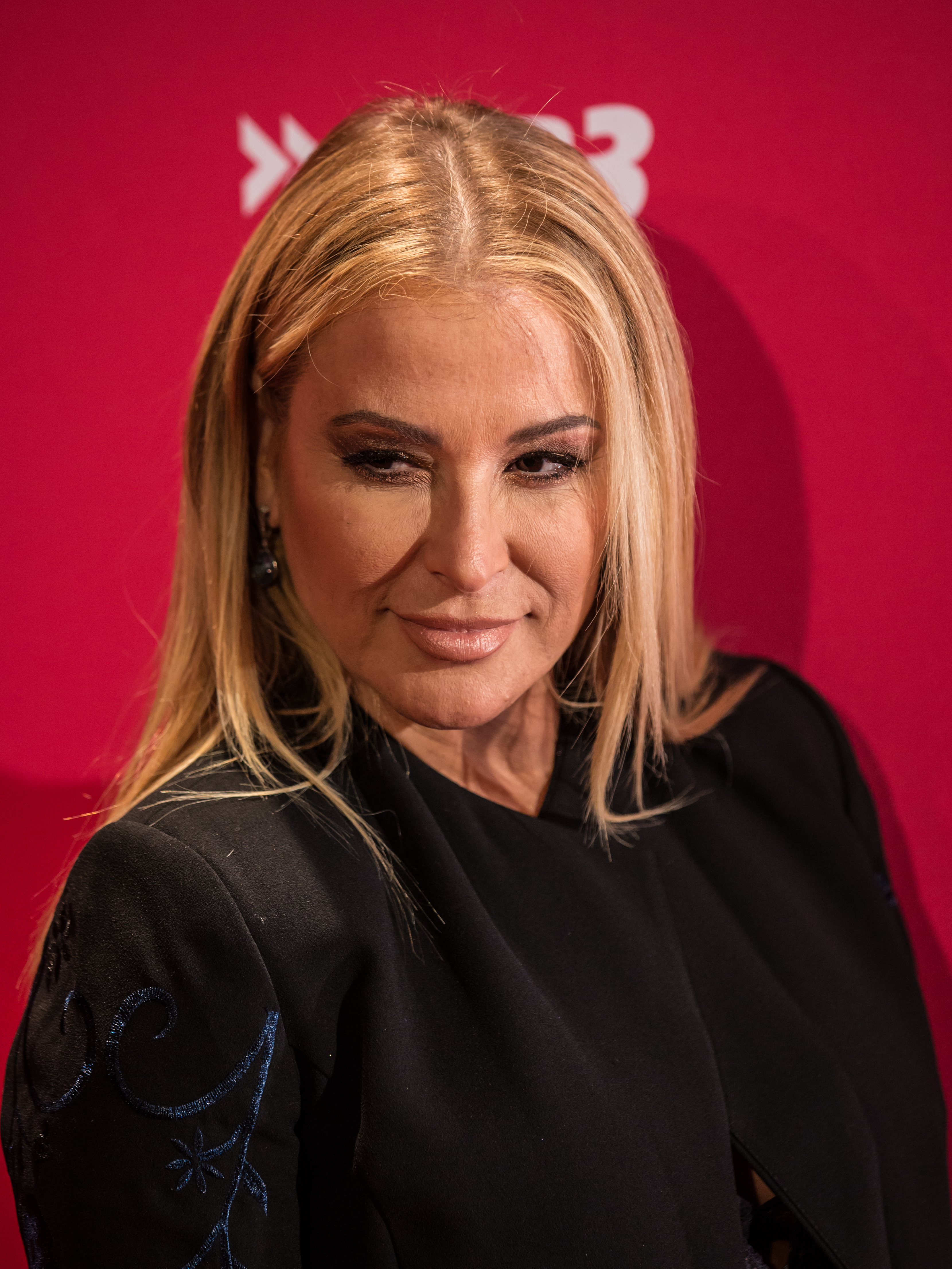
Anastacia, Gewinnerin der dritten Staffel

Ständige Mitglieder der Jury waren Jackie O, Danii Minogue, Dave Hughes und Osher Günsberg.

### Teilnehmer
| Platz | Kostüm              | Person            | Bekannt als                            | Aus in Folge |
| ----- | ------------------- | ----------------- | -------------------------------------- | ------------ |
| 1     | Vampir              | Anastacia         | Sängerin                               | 10           |
| 2     | Dolly (Puppe)       | Em Rusciano       | Komikerin, Radiomoderatorin            | 10           |
| 3     | Mullet (Meeräschen) | Axle Whitehead    | Sänger, Schauspieler, Fernsehmoderator | 10           |
| 4     | Kebab               | Jack Vidgen       | Sänger                                 | 9            |
| 5     | Baby                | Ella Hooper       | Sängerin, Radiomoderatorin             | 8            |
| 6     | Lightning (Blitz)   | Alli Simpson      | Sängerin, Schauspielerin, Model        | 7            |
| 7     | Atlantis            | Macy Gray         | Sängerin                               | 6            |
| 8     | Pavlova             | Mahalia Barnes    | Sängerin                               | 6            |
| 9     | Piñata              | Lote Tuqiri       | Rugbyspieler                           | 4            |
| 10    | Professor           | Ben Lee           | Sänger, Schauspieler                   | 3            |
| 11    | Duster (Staubwedel) | George Calombaris | Fernsehkoch                            | 2            |
| 12    | Volcano (Vulkan)    | Vinnie Jones      | Schauspieler, Ex-Fußballer             | 1            |

### Folgen
|   | Kostüm    | Lied, Originalinterpret                    | Ergebnis      |
| - | --------- | ------------------------------------------ | ------------- |
| 1 | Mullet    | Macho Man – Village People                 | Vielleicht    |
| 2 | Pavlova   | Watermelon Sugar – Harry Styles            | Gewonnen      |
|   |           |                                            |               |
| 3 | Dolly     | Fly Away – Tones and I                     | Gewonnen      |
| 4 | Professor | Dumb Things – Paul Kelly                   | Vielleicht    |
|   |           |                                            |               |
| 5 | Vampire   | Gangsta’s Paradise – Coolio                | Gewonnen      |
| 6 | Volcano   | I’m Gonna Be (500 Miles) – The Proclaimers | Ausgeschieden |

|   | Kostüm    | Lied, Originalinterpret                               | Ergebnis      |
| - | --------- | ----------------------------------------------------- | ------------- |
| 1 | Kebab     | Hot Stuff – Donna Summer                              | Gewonnen      |
| 2 | Lightning | Brave – Sara Bareilles                                | Vielleicht    |
|   |           |                                                       |               |
| 3 | Baby      | Bad to the Bone – George Thorogood and the Destroyers | Gewonnen      |
| 4 | Duster    | Shake a Tail Feather – Ray Charles                    | Ausgeschieden |
|   |           |                                                       |               |
| 5 | Atlantis  | Pleasure and Pain – The Divinyls                      | Vielleicht    |
| 6 | Piñata    | She Bangs – Ricky Martin                              | Gewonnen      |

|   | Kostüm    | Lied, Originalinterpret      | Ergebnis      |
| - | --------- | ---------------------------- | ------------- |
| 1 | Dolly     | No Scrubs – TLC              | Gewonnen      |
| 2 | Vampire   | Sucker – Jonas Brothers      | Gewonnen      |
| 3 | Professor | Kiss from a Rose – Seal      | Ausgeschieden |
| 4 | Pavlova   | Cover Me in Sunshine – P!NK  | Gewonnen      |
| 5 | Puppet    | SexyBack – Justin Timberlake | Gewonnen      |

|   | Kostüm    | Lied, Originalinterpret                     | Ergebnis      |
| - | --------- | ------------------------------------------- | ------------- |
| 1 | Piñata    | Party Rock Anthem – LMFAO                   | Ausgeschieden |
| 2 | Baby      | Me Too – Meghan Trainor                     | Gewonnen      |
| 3 | Atlantis  | Only Love Can Hurt Like This – Paloma Faith | Gewonnen      |
| 4 | Lightning | Diamonds – Rihanna                          | Gewonnen      |
| 5 | Kebab     | The Middle – Zedd                           | Gewonnen      |

|   | Kostüm                     | Lied, Originalinterpret                            | Ergebnis      |
| - | -------------------------- | -------------------------------------------------- | ------------- |
|   | Alle Teilnehmer der Gruppe | Dynamite – BTS                                     | –             |
|   |                            |                                                    |               |
| 1 | Dragonfly                  | (I Can’t Get No) Satisfaction – The Rolling Stones | Gewonnen      |
| 2 | Dolly                      | Make You Feel My Love – Adele                      | Gewonnen      |
| 3 | Pavlova                    | Rise Up – Andra Day                                | Ausgeschieden |
| 4 | Vampire                    | Holding Out for a Hero – Bonnie Tyler              | Gewonnen      |

|   | Kostüm                     | Lied, Originalinterpret            | Ergebnis      |
| - | -------------------------- | ---------------------------------- | ------------- |
|   | Alle Teilnehmer der Gruppe | Head & Heart – Joel Corry          | –             |
|   |                            |                                    |               |
| 1 | Lightning                  | Boom Clap – Charli XCX             | Gewonnen      |
| 2 | Kebab                      | Stay With Me – Sam Smith           | Gewonnen      |
| 3 | Atlantis                   | Ex's & Oh's – Elle King            | Ausgeschieden |
| 4 | Baby                       | My Favorite Things – Julie Andrews | Gewonnen      |

|   | Kostüm    | Lied, Originalinterpret                    | Ergebnis      |
| - | --------- | ------------------------------------------ | ------------- |
| 1 | Dolly     | It’s Raining Men – The Weather Girls       | Gewonnen      |
| 2 | Vampire   | Can’t Help Falling in Love – Elvis Presley | Gewonnen      |
| 3 | Baby      | Baby Love – The Supremes                   | Gewonnen      |
| 4 | Kebab     | Try a Little Tenderness – Otis Redding     | Gewonnen      |
| 5 | Lightning | Fight Song – Rachel Platten                | Ausgeschieden |
| 6 | Kitten    | Cake by the Ocean – DNCE                   | Gewonnen      |

|   | Kostüm  | Lied, Originalinterpret                  | Ergebnis      |
| - | ------- | ---------------------------------------- | ------------- |
| 1 | Kebab   | Believe – Cher                           | Gewonnen      |
| 2 | Baby    | As Long as You Love Me – Backstreet Boys | Ausgeschieden |
| 3 | Vampire | Cheap Thrills – Sia                      | Gewonnen      |
| 4 | Dolly   | Supalonely – Benee                       | Gewonnen      |
| 5 | Mullet  | Baby, I Love Your Way – Peter Frampton   | Gewonnen      |

|   | Kostüm              | Lied, Originalinterpret                 | Ergebnis      |
| - | ------------------- | --------------------------------------- | ------------- |
|   | Alle Halbfinalisten | „Only Human“ by The Jonas Brothers      | –             |
|   |                     |                                         |               |
| 1 | Mullet              | Blame It on Me – George Ezra            | Gewonnen      |
| 2 | Vampire             | Fancy – Iggy Azalea                     | Gewonnen      |
| 3 | Dolly               | I Can't Make You Love Me – Bonnie Raitt | Gewonnen      |
| 4 | Kebab               | Juice – Lizzo                           | Ausgeschieden |

|   | Kostüm                      | Lied, Originalinterpret                      | Ergebnis      |
| - | --------------------------- | -------------------------------------------- | ------------- |
|   | Alle Teilnehmer der Staffel | „On a Night Like This“ by Kylie Minogue      | –             |
|   |                             |                                              |               |
| 1 | Frillneck                   | Born to Be Wild – Steppenwolf                | Dritter Platz |
| 2 | Dolly                       | You've Got the Love – Florence + The Machine | Zweiter Platz |
| 3 | Vampire                     | Live and Let Die – Wings                     | Gewinner      |